# Folashade Abugan
Folashade Abugan (ur. 17 grudnia 1990 w Akure) – nigeryjska lekkoatletka specjalizująca się w biegu na 400 metrów.
Mając szesnaście lat zdobyła wraz z koleżankami z reprezentacji brąz w sztafecie 4 × 400 metrów podczas igrzysk Wspólnoty Narodów oraz srebro na mistrzostwach świata juniorów. Na igrzyskach afrykańskich w 2007 zdobyła brąz w biegu na 400 metrów. W 2008 roku zdobyła złoty medal mistrzostw świata juniorów w biegu na 400 metrów oraz wywalczyła dwa medale (złoto w sztafecie i srebro w biegu indywidualnym) mistrzostw Afryki. Nigeryjska sztafeta 4 × 400 m z Abugan w składzie była siódma na igrzyskach olimpijskich w Pekinie oraz piąta na mistrzostwach świata w Berlinie w kolejnym sezonie. Wygrała bieg na 400 metrów podczas mistrzostw Afryki juniorów w 2009. Złota i brązowa medalistka czempionatu Czarnego Lądu w 2010. Pierwotnie była srebrną medalistką w biegu na 400 metrów oraz sztafecie 4 × 400 metrów podczas igrzysk Wspólnoty Narodów w tym samym sezonie jednak po zakończeniu zawodów organizatorzy poinformowali, że w próbce moczu zawodniczki wykryto niedozwolone środki i została ona pozbawiona medali, a także nałożono na nią karę dwuletniej dyskwalifikacji (14 października 2010–13 października 2012). Stawała na podium mistrzostw Nigerii (ostatnio w 2010 roku).
Po powrocie do rywalizacji, zdobyła srebrny medal w sztafecie, a indywidualnie zajęła 4. miejsce na dystansie 400 metrów podczas igrzysk Wspólnoty Narodów w Glasgow (2014). W tym samym roku sięgnęła po dwa złote medale mistrzostw Afryki w Marrakeszu.
Rekord życiowy: 50,89 (2 maja 2008, Addis Abeba).

## Osiągnięcia
| Rok  | Impreza                          | Miejsce     | Konkurencja        | Lokata     | Wynik   |
| ---- | -------------------------------- | ----------- | ------------------ | ---------- | ------- |
| 2006 | Igrzyska Wspólnoty Narodów       | Melbourne   | sztafeta 4 × 400 m | 3. miejsce | 3:31,83 |
| 2006 | Mistrzostwa świata juniorów      | Pekin       | bieg na 400 m      | 8. miejsce | 52,87   |
| 2006 | Mistrzostwa świata juniorów      | Pekin       | sztafeta 4 × 400 m | 2. miejsce | 3:30,84 |
| 2007 | Igrzyska afrykańskie             | Algier      | bieg na 400 m      | 3. miejsce | 51,44   |
| 2007 | Mistrzostwa świata               | Osaka       | bieg na 400 m      | eliminacje | 52,58   |
| 2007 | Mistrzostwa świata               | Osaka       | sztafeta 4 × 400 m | eliminacje | 3:27:97 |
| 2008 | Mistrzostwa Afryki               | Addis Abeba | bieg na 400 m      | 2. miejsce | 50,89   |
| 2008 | Mistrzostwa Afryki               | Addis Abeba | sztafeta 4 × 400 m | 1. miejsce | 3:30,07 |
| 2008 | Mistrzostwa świata juniorów      | Bydgoszcz   | bieg na 400 m      | 1. miejsce | 51,84   |
| 2008 | Igrzyska olimpijskie             | Pekin       | bieg na 400 m      | półfinał   | 51,30   |
| 2008 | Igrzyska olimpijskie             | Pekin       | sztafeta 4 × 400 m | 7. miejsce | 3:23,74 |
| 2009 | Mistrzostwa Afryki juniorów      | Bambous     | bieg na 400 m      | 1. miejsce | 52,02   |
| 2009 | Mistrzostwa Afryki juniorów      | Bambous     | sztafeta 4 × 400 m | 1. miejsce |         |
| 2009 | Mistrzostwa świata               | Berlin      | bieg na 400 m      | półfinał   | 51,75   |
| 2009 | Mistrzostwa świata               | Berlin      | sztafeta 4 × 400 m | 5. miejsce | 3:28,55 |
| 2010 | Mistrzostwa Afryki               | Nairobi     | bieg na 400 m      | 3. miejsce | 51,63   |
| 2010 | Mistrzostwa Afryki               | Nairobi     | sztafeta 4 × 400 m | 1. miejsce | 3:29,26 |
| 2010 | Puchar interkontynentalny        | Split       | sztafeta 4 × 400 m | 3. miejsce | 3:27,99 |
| 2014 | Igrzyska Wspólnoty Narodów       | Glasgow     | bieg na 400 m      | 4. miejsce | 52,33   |
| 2014 | Igrzyska Wspólnoty Narodów       | Glasgow     | sztafeta 4 × 400 m | 2. miejsce | 3:24,71 |
| 2014 | Mistrzostwa Afryki               | Marrakesz   | bieg na 400 m      | 1. miejsce | 51,21   |
| 2014 | Mistrzostwa Afryki               | Marrakesz   | sztafeta 4 × 400 m | 1. miejsce | 3:28,87 |
| 2014 | Puchar interkontynentalny        | Marrakesz   | bieg na 400 m      | 6. miejsce | 51,78   |
| 2017 | Igrzyska solidarności islamskiej | Baku        | sztafeta 4 × 100 m | 2. miejsce | 46,20   |
| 2017 | Igrzyska solidarności islamskiej | Baku        | sztafeta 4 × 400 m | 2. miejsce | 3:34,47 |